# Минбулацький сільський округ (Байдібека район)
Минбула́цький сільський округ (каз. Мыңбұлақ ауылдық округі, рос. Мынбулакский сельский округ) — адміністративна одиниця у складі району Байдібека Туркестанської області Казахстану. Адміністративний центр — село Минбулак.
Населення — 3932 особи (2021; 4469 у 2009, 4111 у 1999, 4064 у 1989).
Станом на 1989 рік існувала Минбулацька сільська рада (села Акбулак, Бестогай, Кайнарбулак, Косбулак, Маденієт, Минбулак, селище Нура).

## Склад
До складу округу входять такі населені пункти:
| Населений пункт   | Колишні назви | Населення, осіб (1989) | Населення, осіб (1999) | Населення, осіб (2009) | Населення, осіб (2021) |
| ----------------- | ------------- | ---------------------- | ---------------------- | ---------------------- | ---------------------- |
| Акбулак, село     | -             | 237                    | 165                    | 162                    | 56                     |
| -- Дім чабана     | -             | -                      | -                      | -                      | 3                      |
| Бестогай, село    | -             | 365                    | 387                    | 395                    | 408                    |
| -- Дім чабана     | -             | -                      | -                      | -                      | 7                      |
| Кайнарбулак, село | -             | 702                    | 857                    | 956                    | 871                    |
| Косбулак, село    | -             | 436                    | 464                    | 480                    | 501                    |
| Маденієт, село    | -             | 353                    | 427                    | 532                    | 444                    |
| Минбулак, село    | -             | 1853                   | 1523                   | 1784                   | 1631                   |
| Нура, село        | -             | 118                    | 288                    | 160                    | 4                      |
| -- Дім чабана     | -             | -                      | -                      | -                      | 7                      |